# 飾帶透明鱨
飾帶透明鱨，為輻鰭魚綱鯰形目鱨科的其中一種，為熱帶淡水魚類，分布於亞洲馬來半島、印尼婆羅洲卡普阿斯河流域，體長可達3公分，棲息在底層水域，生活習性不明。

## 扩展阅读
維基物種上的相關：飾帶透明鱨